# Конангл
Конангл (фр. Connangles) насеље је и општина у централној Француској у региону Оверња, у департману Горња Лоара која припада префектури Бријуд.
По подацима из 2011. године у општини је живело 137 становника, а густина насељености је износила 6,26 становника/km². Општина се простире на површини од 21,89 km². Налази се на средњој надморској висини од 950 метара (максималној 1.145 m, а минималној 873 m).

## Демографија
| 1962. | 1968. | 1975. | 1982. | 1990. | 1999. | 2011. |
| ----- | ----- | ----- | ----- | ----- | ----- | ----- |
| 241   | 270   | 229   | 202   | 154   | 129   | 137   |

График промене броја становника у току последњих година